# Afonso Alves
Afonso Alves Martins Junior (Belo Horizonte, 30 januari 1981) is een voormalig Braziliaans profvoetballer. Alves speelde onder meer voor Atlético Mineiro, Örgryte, Malmö, Heerenveen, Middlesbrough en Al-Sadd. Alves werd in 2007 topscorer van de Eredivisie.

## Clubcarrière

### Atlético Mineiro
Alves begon in de jeugd bij Venda Nova Futebol Clube voor hij in 1997 de jeugopleiding van Atlético Mineiro kwam. In 2000 werd hij verhuurd aan Valeriodoce Esporte Clube uit Itabira waarmee Atlético een samenwerkingsverband had. Hij speelde een wedstrijd en maakte een doelpunt in het Campeonato Mineiro. In het seizoen 2001 maakte hij zijn debuut in het eerste elftal van Atlético Mineiro. In zes competitiewedstrijden en een bekerwedstrijd als middenvelder wist hij viermaal te scoren voor de club.

### Örgryte
In april 2002 maakte de aanvaller de overstap naar de Zweedse Allsvenskan en speelde bij Örgryte. In twee seizoenen wist hij in 40 wedstrijden 23 doelpunten te maken, wat hem een gemiddelde opleverde van 0,57 doelpunten per wedstrijd. Met deze statistieken wist hij zich in de kijker te spelen van de Zweedse topclub Malmö, die hem in 2004 dan ook aantrok.

### Malmö
Bij de Zweedse topclub Malmö, waarvoor hij actief was in de periode 2004–2005, vormde hij lang het spitsenduo met Markus Rosenberg. Tijdens zijn debuutseizoen in de Zweedse havenstad veroverde Alves de nationale titel. Hij werd in de seizoenen 2004 en 2005 tweede in het topschutterklassement. In juli 2006 werd de spits voor 4,5 miljoen euro overgenomen door Heerenveen en staat daardoor te boek als de duurste aankoop aller tijden van de Friese club.

### Heerenveen

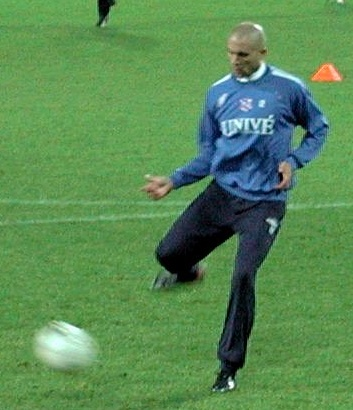
Alves bij Heerenveen.

Al snel maakte Alves in het seizoen 2006/07 als goaltjesdief veel indruk op de Nederlandse velden. Na een half seizoen, wist Alves al na 21 wedstrijden het clubrecord van de voormalige Heerenveen-spelers Jon Dahl Tomasson en Anthony Lurling te breken door tegen PSV zijn negentiende seizoenstreffer te maken. In de laatste wedstrijd van het seizoen scoorde hij viermaal tegen Feyenoord en eindigde het seizoenstotaal met 34 doelpunten. Hiermee staat Alves op een gedeelde zesde plaats van de doelpuntenmakers in de Eredivisie aller tijden. Ook werd hij tweede achter Francesco Totti van AS Roma in het Europees topschutter van het seizoen-klassement waarmee hij de Zilveren Schoen won.
Na een succesvol seizoen waren er diverse clubs geïnteresseerd in de spits, sc Heerenveen vroeg een hoog bedrag voor de speler, tot onvrede van Alves. Alves zou begin augustus 2007 terugkeren in Heerenveen om de trainingen te hervatten, maar kwam niet opdagen. Hiermee leek de Braziliaanse international, onder druk van zijn zaakwaarnemer Roberto Tiburcio, op een transfer aan te sturen. Wanneer dit niets oplevert, keert hij terug, maar slaat hij wel enkele trainingen over. Een lang gesprek met het bestuur van Heerenveen leverde hem een hoger salaris op en een boete die hij aan een goed doel mocht schenken. Uiteindelijk speelt Alves op 29 september zijn eerste wedstrijd van het seizoen tegen Feyenoord, waarin hij niet wist te scoren. Tijdens de tweede competitiewedstrijd van sc Heerenveen wist Alves zeven doelpunten te scoren in de wedstrijd tegen Heracles Almelo (9–0 winst voor Heerenveen). In de eerste helft maakte hij binnen achttien minuten een hattrick. Hij werd op het sportgala onderscheiden met de Nederlandse Gouden Schoen, maar liet verstek gaan.
Toen de transfermarkt in januari 2008 geopend werd, kwam AZ Alkmaar, die de spits voor €18.000.000,- wilde overnemen van sc Heerenveen met een eerder getekend contract (uit de vorige transferperiode). Dat was echter niet meer geldig. Alves had intussen ook een contract getekend bij de Engelse club Middlesbrough. AZ diende vervolgens een arbitragezaak in bij de KNVB. Op 23 januari verloor AZ deze arbitragezaak.

#### Zevenklapper
Alves verbrak op 7 oktober 2007 records van onder anderen Marco van Basten en Johan Cruijff, door zeven doelpunten te maken in de competitiewedstrijd tegen Heracles Almelo (9–0 winst voor Heerenveen). In de eerste helft maakte hij een hattrick binnen achttien minuten en in de tweede helft vier doelpunten in een tijdsbestek van negen minuten. Geen speler scoorde ooit zeven doelpunten in een competitiewedstrijd van de Eredivisie. Het record in een wedstrijd op het hoogste niveau blijft in handen van Henk Schouten die in 1956 negenmaal scoorde in dienst van Feyenoord tegen De Volewijckers, dit was een jaar voordat de Eredivisie werd opgericht, maar wel in het betaalde voetbal. Alves werd op het einde van de wedstrijd naar de kant gehaald door Gertjan Verbeek om een staande ovatie te krijgen van het publiek. Heerenveen speelde dus de laatste minuten met een man minder, want de drie wissels waren al gebruikt. Gerald Sibon zette de andere twee treffers op zijn naam.

### Middlesbrough
Op 31 januari maakte Alves alsnog per direct de overstap naar Middlesbrough. Alves kostte de club van manager Gareth Southgate ongeveer €20.000.000,-. SC Heerenveen kwam vlak voor het sluiten van de transfermarkt begin 2008 alsnog tot een akkoord met de Engelse middenmoter. Bij Middlesbrough speelde hij anderhalf jaar, waarin hij 43 wedstrijden speelde en 10 keer scoorde. Zijn niveau van zijn tijd bij Heerenveen wist hij niet te halen en na anderhalf jaar vertrok hij weer.

### Qatar
In augustus 2009, vlak voor het sluiten van de transfermarkt vertrok Alves naar Qatar, waar hij voor Al-Sadd ging spelen. In januari 2010 werd hij uitgeleend aan Al-Rayyan dat hem daarna definitief over nam. Hij miste een groot deel van het seizoen 2010/11 door een knieoperatie. Hij werd snel geliefd door de fans, door het maken van vele goals. In september 2012 tekende hij voor een jaar bij Al-Gharrafa.

### Mogelijke terugkeer Heerenveen
Op 30 september 2015 werd bekendgemaakt dat Afonso Alves een dag mee zou trainen bij de beloften van Heerenveen. Enkele dagen later, op 5 oktober, maakte hij bekend per direct te stoppen met voetballen.

## Interlands
Door zijn uitstekende spel ontving Alves op 17 mei 2007 een uitnodiging van de Braziliaanse bondscoach Dunga voor het Braziliaanse nationale elftal, om mee te doen aan de oefencampagne van Brazilië tegen Engeland en Turkije, ter voorbereiding op de CONMEBOL Copa América. Alves maakte zijn debuut op 1 juni 2007 als invaller van Kaká, 20 minuten voor tijd. Hij werd vervolgens opgenomen in de selectie die deelnam aan CONMEBOL Copa América 2007. Nadat Brazilië met 3-0 van Argentinië won in de finale, mocht Alves zich met Brazilië kronen tot Zuid-Amerikaans kampioen, hoewel hij tijdens de finale op de bank zat. Daarna raakte Alves bij Dunga uit beeld.

## Statistieken[10]
| seizoen | club               | land      | competitie         | wed. | goals |
| ------- | ------------------ | --------- | ------------------ | ---- | ----- |
| 2000    | → Valeriodoce      | Brazilië  | Campeonato Mineiro | 1    | 1     |
| 2001    | Atlético Mineiro   | Brazilië  | Campeonato Mineiro | 2    | 0     |
| 2002    | Atlético Mineiro   | Brazilië  | Copa Sul-Minas     | 3    | 0     |
| 2002    | Örgryte IS         | Zweden    | Allsvenskan        | 18   | 13    |
| 2003    | Örgryte IS         | Zweden    | Allsvenskan        | 21   | 10    |
| 2004    | Malmö FF           | Zweden    | Allsvenskan        | 24   | 12    |
| 2005    | Malmö FF           | Zweden    | Allsvenskan        | 24   | 14    |
| 2006    | Malmö FF           | Zweden    | Allsvenskan        | 7    | 3     |
| 2006/07 | SC Heerenveen      | Nederland | Eredivisie         | 31   | 34    |
| 2007/08 | SC Heerenveen      | Nederland | Eredivisie         | 8    | 11    |
| 2007/08 | Middlesbrough FC   | Engeland  | Premier League     | 11   | 6     |
| 2008/09 | Middlesbrough FC   | Engeland  | Premier League     | 31   | 4     |
| 2009/10 | Al-Sadd            | Qatar     | Qatari League      | 12   | 2     |
| 2010/11 | → Al-Rayyan (huur) | Qatar     | Qatari League      | 7    | 8     |
| 2010/11 | Al-Rayyan          | Qatar     | Qatari League      | 9    | 4     |
| 2011/12 | Al-Rayyan          | Qatar     | Qatari League      | 18   | 15    |
| 2012/13 | Al-Gharrafa        | Qatar     | Qatari League      | 4    | 0     |
|         | totaal:            | totaal:   | totaal:            | 231  | 137   |

## Erelijst
Als speler
 Malmö
- Allsvenskan: 2004

 Al-Rayyan
- Emir of Qatar Cup: 2010
- Qatar Crown Prince Cup: 2012

 Brazilië
- CONMEBOL Copa América: 2007

Persoonlijke prijzen
- Topscorer Eredivisie: 2007.
- Beste speler in de eredivisie: 2007.
- Europese Zilveren schoen: 2007.

## Persoonlijk
Hij groeide op met zijn moeder, broer en zus. Zijn vader overleed toen hij negen jaar oud was. Alves heeft een zoon.
Er wordt over Alves beweerd dat hij over twee paspoorten beschikt met verschillende geboortedata.